# Fréland
Fréland é uma comuna francesa na região administrativa de Grande Leste, no departamento Alto Reno. Estende-se por uma área de 19,89 km². Em 2010 a comuna tinha 1 363 habitantes (densidade: 68,5 hab./km²).